# Marian Borkowski
Marian Borkowski (ur. 17 sierpnia 1934 w Pabianicach) – polski kompozytor, muzykolog, pianista, pedagog, animator i organizator życia muzycznego.

## Życiorys[2]
Studia muzyczne odbył w latach 1959–1965 w Państwowej Wyższej Szkole Muzycznej (obecnie Uniwersytet Muzyczny Fryderyka Chopina) w Warszawie w klasie kompozycji Kazimierza Sikorskiego oraz w klasach fortepianu Jana Ekiera i Natalii Hornowskiej. W tym samym czasie studiował muzykologię w Uniwersytecie Warszawskim, którą ukończył pod kierunkiem Józefa M. Chomińskiego w roku 1966. W latach 1966–1968, jako stypendysta rządu francuskiego, kontynuował studia kompozytorskie u Nadii Boulanger i Oliviera Messiaena w Konserwatorium Paryskim i w Konserwatorium Amerykańskim w Fontainebleau oraz u Iannisa Xenakisa w Ecole Pratique des Hautes Etudes, jak również studia muzykologiczne pod kierunkiem Jacques’a Chailleya i Barry’ego S. Brooka w Uniwersytecie Paryskim (Sorbonne). Jednocześnie studiował filozofię u Jeana Hyppolite i Jules’a Vuillemina w Sorbonie oraz w Collège de France. Brał udział w Międzynarodowych Kursach Nowej Muzyki w Darmstadt (1972, 1974) oraz w Accademia Musicale Chigiana w Sienie (1973, 1975 – Diploma di Merito), pracując w zakresie kompozycji pod kierunkiem Györgya Ligetiego, Iannisa Xenakisa, Karlheinza Stockhausena i Franco Donatoniego.
W latach 1968–2020 wykładał kompozycję i instrumentację symfoniczną w Akademii Muzycznej im. F. Chopina w Warszawie (obecnie Uniwersytet Muzyczny Fryderyka Chopina). W 1976 roku został docentem, a w roku 1989 otrzymał tytuł naukowy profesora sztuk muzycznych. Prowadził klasę kompozycji. Był prodziekanem Wydziału Kompozycji, Dyrygentury i Teorii Muzyki (1975–1978), prorektorem Akademii (1978–1981, 1987–1990), kierownikiem Katedry Teorii Muzyki (1993–1999), dziekanem Wydziału Kompozycji, Dyrygentury i Teorii Muzyki (1996–1999), kierownikiem Katedry Kompozycji (1999–2004), organizatorem i kierownikiem Podyplomowych Studiów Teorii Muzyki (1998–2008) oraz Podyplomowych Studiów Kompozycji (2000–2008). W latach 2010–2013 wykładał także kompozycję w Akademii Muzycznej im. Feliksa Nowowiejskiego w Bydgoszczy. Ponadto, był wykładowcą na kursach mistrzowskich i sympozjach kompozytorskich (Amsterdam, Belgrad, Breaza, Bukareszt, Cleveland, Cluj, Esztergom, Klagenfurt, Kwangju, Lyon, Meksyk, Montreal, Moskwa, Olsztyn, Paryż, Quebec, Seul, Siena, Taegu, Taszkent, Valparaíso, Wiedeń).
Od 1989 roku wykłada kompozycję jako visiting professor lub guest composer w Concordia University (Montreal), University of Montreal, Conservatoire de Musique du Québec (Québec), Conservatoire National de Musique (Boulogne-Billancourt, Paris), Accademia Musicale Chigiana (Siena), University of Kansas (Lawrence), University of Southern California (Los Angeles), San Francisco State University, Eastman School of Music (Rochester), Georgia State University (Atlanta), Tulane University of Louisiana (New Orleans), University of North Texas (Denton), Bowling Green State University, Shenandoah University (Winchester), University of Charleston, Rice University (Houston), University of Miami, William Paterson University of New Jersey (Wayne), Baldwin-Wallace Conservatory (Berea, Ohio), Southwest Missouri State University (Springfield), Hanyang University (Seoul), Seoul Superior Conservatory of Music, Keimyung University (Taegu), Catholic University of Taegu-Hyosung, Korean National University of Arts (Seoul), University of Suwon, Seoul National University, Chonnam National University (Kwangju).
Wykształcił grono kilkudziesięciu kompozytorów polskich: Joanna Badełek, Renata Baszun, Wojciech Blecharz, Marcin Błażewicz, Maria Borecka, Katarzyna Bortkun-Szpotańska, Artur Cieślak, Dorota Dywańska, Łukasz Farcinkiewicz, Aleksandra Garbal, Szymon Godziemba-Trytek, Alicja Gronau-Osińska, Igor Jankowski, Szymon Kawalla, Sławomir Kłodnicki, Jerzy Kornowicz, Aleksander Kościów, Bartosz Kowalski, Renata Kunkel, Paweł Kwapiński, Dariusz Łapiński, Paweł Łukaszewski, Marcin Tadeusz Łukaszewski, Emilian Madey, Aldona Nawrocka, Ryszard Osada, Grażyna Paciorek-Draus, Maria Pokrzywińska, Paweł Przezwański, Roman Rewakowicz, Jędrzej Roch-Rochecki, Piotr Spoz, Paweł Sprync, Paweł Strzelecki, Łucja Szablewska, Dariusz Szankin, Wojciech Szmidt, Seweryn Ścibior, Hadrian Filip Tabęcki, Marek Towiański, Tadeusz Trojanowski, Marcin Wierzbicki, Sławomir Wojciechowski, Sławomir Zamuszko, Maciej Zieliński, Maciej Żółtowski, a także liczną grupę studentów, stażystów i doktorantów z zagranicy (m.in.): Boris Alvarado-Gutierrez (Chile), Robin Chemtov (Kanada), Choi Chun-hee (Korea Południowa), Alessandra Ciccaglioni (Włochy), Joe Cutler (Wielka Brytania), Gwon Sung-hyun (Korea Południowa), Hong Jin-pyo (Korea Południowa), Kim Jin-keum (Korea Południowa), Lee Chong-man (Korea Południowa), Lee Mi-jin (Korea Południowa), Daniel Luzko (Paragwaj/USA), Ginger Mayerson (USA), Paul Scriver (Kanada), Tony Srouji (Kanada), Brian Thompson (Kanada), Fanny Tran (Belgia), Gabriel Mãlãncioiu (Rumunia). Jego studenci i absolwenci zdobyli ponad 350 nagród i wyróżnień na krajowych i międzynarodowych konkursach kompozytorskich.
Utwory Mariana Borkowskiego były wykonywane na koncertach kameralnych i symfonicznych w 25 krajach Europy, a także w Australii, Boliwii, Brazylii, Chile, Chinach, Ekwadorze, Iranie, Jamajce, Japonii, Kanadzie, Kolumbii, Korei Południowej, Kubie, Kuwejcie, Malezji, Meksyku, Peru, Singapurze, Turcji, USA i Wenezueli. Znalazły się one również w programach ponad 50 krajowych i około 60 międzynarodowych festiwali muzycznych (m.in. w Aix-en-Provence, Berlinie, Bilbao, Darmstadt, Esztergom, Genewie, Kwangju, Lizbonie, Los Angeles, Lwowie, Madrycie, Meadville, Metz, Meksyku, Monachium, Paryżu, Salzburgu, Pusan, Santa Cruz, Seulu, St. Petersburgu, Taegu, Utrechcie, Valparaíso, Viitasaari, Warszawie, Witten). Ponadto, wiele jego kompozycji zostało nagranych w radio i telewizji (w ponad 25 krajach) oraz na ponad 60 płytach analogowych i CD wydanych przez Acte Préalable, DUX, Global Sound Media (Seul), GM Records, MTJ, Musica Sacra Edition, Olympia (Londyn), Polonia Records, Polskie Nagrania • Muza, ProViva Intersound (Monachium), Sound-Pol, Gamma CD, Veriton.
Jako pianista koncertował w kraju oraz w Austrii, Francji, Kanadzie, Korei Południowej, Rosji, Wielkiej Brytanii, Włoszech i USA. Dokonał nagrań radiowych, telewizyjnych i płytowych utworów własnych i innych kompozytorów polskich.
Dorobek naukowy Mariana Borkowskiego obejmuje ponad 30 prac teoretycznych z zakresu teorii muzyki XX i XXI wieku, współczesnych technik kompozytorskich, współczesnej techniki orkiestracyjnej, sonologii, dodekafonii (a zwłaszcza warsztatu kompozytorskiego Antona Weberna), muzyki polskiej XX i XXI wieku i pedagogiki kompozycji. Marian Borkowski uczestniczył w ponad 70 międzynarodowych kongresach, konferencjach, sympozjach, sesjach naukowych i festiwalach w kraju i za granicą.
Jest członkiem wielu organizacji muzycznych w Polsce, Belgii, Japonii i Stanach Zjednoczonych. W latach 1971–77 był wiceprezesem Oddziału Warszawskiego Związku Kompozytorów Polskich. Od roku 1985 jest twórcą i dyrektorem artystycznym Festiwalu Laboratorium Muzyki Współczesnej, a od 1995 roku prezesem Stowarzyszenia Laboratorium Muzyki Współczesnej. Był członkiem jury wielu krajowych (w ponad 70) i zagranicznych (w ponad 20) konkursów kompozytorskich i wykonawczych (m.in. w Belgradzie, Florencji, Paryżu, Esztergom, Nowym Orleanie, Seulu, Suwon, Taegu, Valparaíso, Guadalajara, Brauweiler, Cambridge, Rouen, Kolonii i Rzymie).

## Ordery i odznaczenia[12]
- 1971 – Odznaka XX-lecia Zrzeszenia Studentów Polskich
- 1977 – Srebrny Krzyż Zasługi
- 1979 – Srebrny Medal Premio Vittorio Gui (Włochy)
- 1981 – Medal Pamiątkowy Akademii Muzycznej im. F. Chopina w Warszawie
- 1981 – Złota Odznaka „Zasłużony Pracownik Morza” nadana przez Ministra Handlu Zagranicznego i Gospodarki Morskiej
- 1984 – Krzyż Kawalerski Orderu Odrodzenia Polski
- 1985 – Odznaka „Zasłużony Działacz Kultury”
- 1988 – Medal Uniwersytetu Narodowego w Seulu
- 1989 – Brązowy Medal „Za zasługi dla obronności kraju” nadany przez Ministra Obrony Narodowej
- 2002 – Krzyż Komandorski Orderu Odrodzenia Polski
- 2004 – Medal Honorowy Pontificia Universidad Católica de Valparaíso (Chile)
- 2004 – Honorowa Plakieta Akademii Muzycznej im. F. Chopina w Warszawie
- 2008 – Srebrny Medal „Zasłużony Kulturze Gloria Artis”
- 2010 – Medal Za zasługi dla Uniwersytetu Muzycznego Fryderyka Chopina
- 2012 – Medal Komisji Edukacji Narodowej nadany przez Ministra Edukacji Narodowej
- 2014 – Medal „Pro Masovia” przyznany przez Marszałka Województwa Mazowieckiego
- 2021 – Złoty Medal „Zasłużony Kulturze Gloria Artis”

## Nagrody i wyróżnienia[13]
- 1962 – Nagroda Rektora Państwowej Wyższej Szkoły Muzycznej w Warszawie
- 1962 – Stypendium Artystyczno-Naukowe im. Wawrzyńca Żuławskiego Stowarzyszenia Autorów ZAiKS (do 1964)
- 1966 – II Nagroda na Konkursie Młodych Kompozytorów w Warszawie za Dram na orkiestrę
- 1969 – Nagroda na Międzynarodowym Konkursie Kompozytorskim im. G.B. Viottiego w Vercelli za Toccatę na fortepian
- 1974 – III Nagroda na Konkursie Kompozytorskim im. K. Szymanowskiego w Warszawie za Aklamacje na 4 chóry, 6 grup instrumentalnych i organy
- 1975 – Diploma di Merito na Międzynarodowych Kursach Kompozytorskich w Accademia Musicale Chigiana w Sienie
- 1976 – Nagroda III stopnia Ministra Kultury i Sztuki
- 1977 – Nagroda Rektora Państwowej Wyższej Szkoły Muzycznej w Warszawie
- 1980 – Nagroda I stopnia Ministra Kultury i Sztuki
- 1982 – Nagroda II stopnia Ministra Kultury i Sztuki
- 1986 – Nagroda II stopnia Rektora Akademii Muzycznej im. F. Chopina w Warszawie
- 1987 – Dyplom VIII Esztergom International Guitar Festival and Seminar (Węgry)
- 1988 – Nominator do The Kyoto Prize for Creative Arts and Moral Sciences – The Inamori Foundation (Kyoto, Japonia) (do chwili obecnej)
- 1990 – I Nagroda – Musical Excellence Award na Międzynarodowym Konkursie Kompozytorskim Nowej Muzyki w Nowym Jorku za Pax in terra II na głos żeński, perkusję i organy
- 1990 – Nagroda I stopnia Rektora Akademii Muzycznej im. F. Chopina w Warszawie
- 1991 – Dyplom X Esztergom International Guitar Festival and Seminar (Węgry)
- 1991 – Dyplom Ministerstwa Kultury Republiki Kuby
- 1992 – Dyplom Distinquished Leadership Award for Extraordinary Service to the Teaching Profession przyznany przez The American Biographical Institute
- 1994 – Dyplom Twentieth Century Achievement Award przyznany przez The Board of Directors of the American Biographical Institute
- 1994 – Nagroda I stopnia Rektora Akademii Muzycznej im. F. Chopina w Warszawie
- 2003 – Nagroda I stopnia Rektora Akademii Muzycznej im. F. Chopina w Warszawie
- 2004 – Srebrny Wawrzyn Olimpijski za Pax in terra II na głos żeński, perkusję i organy
- 2004 – Nagroda Specjalna Ministra Kultury i Sztuki
- 2004 – Członkostwo Honorowe Stowarzyszenia Musica Sacra w Warszawie
- 2005 – Honorowe Obywatelstwo Miasta Pabianic
- 2006 – Członkostwo Honorowe Towarzystwa Muzycznego im. Karola Nicze w Pabianicach
- 2008 – Nagroda Specjalna Ministra Kultury i Dziedzictwa Narodowego
- 2008 – Nagroda Honorowa Związku Kompozytorów Polskich
- 2009 – Nagroda im. św. Brata Alberta
- 2009 – Nagroda Stowarzyszenia Autorów ZAiKS za propagowanie polskiej muzyki współczesnej[14]
- 2011 – Nagroda Akademii Fonograficznej Fryderyk w kategorii kompozytor roku muzyki poważnej
- 2012 – Grand Prix Rektora Uniwersytetu Muzycznego Fryderyka Chopina w Warszawie
- 2014 – Nagroda Akademii Fonograficznej Fryderyk w kategorii Najwybitniejsze Nagranie Muzyki Polskiej za płytę Marian Borkowski – Choral Works (DUX)
- 2015 – Nagroda Ministra Kultury i Dziedzictwa Narodowego
- 2020 – Tytuł Profesora Honorowego Uniwersytetu Muzycznego Fryderyka Chopina w Warszawie

## Kompozycje[15]
- Trzy miniatury na fortepian (1953–1955)
- Cztery mazurki na fortepian (1954–1957)
- Siedem preludiów na fortepian (1953–1957)
- Dwa mazurki na fortepian (1958)
- Wariacje na fortepian (1959)
- Toccata na fortepian (1960)
- Sfere na orkiestrę (1961)
- Sonata na fortepian (1961)
- Fragmenti na fortepian (1962)
- Visions I na wiolonczelę solo (1962)
- Preludia liryczne na sopran i fortepian do słów Konstantego Ildefonsa Gałczyńskiego (1962)
- Aria na sopran i 7 instrumentów (1963)
- Aklamacje na 4 chóry, 6 grup instrumentalnych i organy do tekstów bizantyjskich (1964)
- Dram na orkiestrę (1966)
- Kołysanka I na chór mieszany a cappella (1970)
- Limits na orkiestrę (1971)
- Kolęda dziecięca na alt, baryton, chór mieszany i organy do słów Józefa Szczawińskiego (1971)
- Selection for 5 na zespół kameralny (1972)
- Images I na dowolny głos solo (1973)
- Psalmus na organy (1975)
- Norwidiana 75 na głos żeński i zespół kameralny (1975)
- Images II na dowolny instrument smyczkowy solo (1975)
- Interludia romantyczne na fortepian (1976)
- Variant na zespół instrumentalny (1976)
- Speranza na flety i fortepian (1976)
- Vox na dowolny instrument dęty solo (1977)
- Dialoghi na 2 fortepiany (1977)
- Spectra na perkusję solo (1980)
- Mater mea na chór mieszany a cappella do słów Krzysztofa Kamila Baczyńskiego (1982)
- Apasionante na 2 instrumenty (smyczkowy i dęty blaszany) (1983)
- Concerto na dowolny instrument smyczkowy i orkiestrę (1985–1986)
- Pax in terra I na głos żeński, 4 zespoły gitarowe i dzwony rurowe (1987)
- Pax in terra II na głos żeński, perkusję i organy (1988)
- Prolog na trąbkę i organy (1990)
- Adoramus na chór mieszany a cappella (1991)
- Hosanna I na chór mieszany i 4 instrumenty (1993)
- Kolęda I (Aby miłość stała się)  na chór mieszany a cappella do słów Anny Bernat i Jana Węcowskiego (1995)
- Regina caeli na chór mieszany a cappella (1995)
- De profundis na chór mieszany i orkiestrę (1998)
- Ave. Alleluia. Amen I na chór mieszany a cappella (2000)
- Con-Son na orkiestrę smyczkową (2001)
- Dix na kwintet instrumentów dętych blaszanych (2002)
- Visions II na orkiestrę smyczkową (2003)
- Visions III na kwartet smyczkowy (2003)
- Dies irae na chór mieszany i orkiestrę symfoniczną (2004)
- Hymnus na chór mieszany i orkiestrę symfoniczną (2005)
- Libera me I na chór mieszany a cappella (2005)
- Pax in terra III na chór żeński, smyczki i perkusję (2007)
- Sanctus na chór mieszany a cappella (2009)
- Hosanna II na chór mieszany i orkiestrę symfoniczną (2009)
- Kolęda II (Bóg przyszedł na świat)  na bas i chór mieszany do słów Anny Bernat i Jana Węcowskiego (2010)
- Dynamics II na 6 perkusistów (2010)
- Lux na chór mieszany a cappella (2010)
- Pater noster na chór mieszany a cappella (2011)
- Ave. Alleluia. Amen II na 6 głosów męskich (2011)
- Cantus na 6 saksofonów (2012)
- Kołysanka II na chór mieszany a cappella (2012)
- Gloria I na chór żeński a cappella (2012)
- Gloria II na chór mieszany a cappella (2012)
- Ave. Alleluia. Amen III na sekstet wokalny (2013)
- Libera me II na chór żeński a cappella (2013)
- Alleluia na chór mieszany a cappella (2014)
- Kołysanka III na chór mieszany a cappella (2014)
- Dona eis requiem I na chór mieszany a cappella (2015)
- Dona eis requiem II na chór żeński a cappella (2016)
- Lumen na chór żeński a cappella (2016)
- Laudate na chór mieszany a cappella (2017)
- Symfonia na orkiestrę symfoniczną (2017)
- Toccatina na orkiestrę smyczkową (2019)
- Pax in terra IV na orkiestrę symfoniczną i chór żeński (2021–2022)

## Dyskografia

### LP
- Kolęda dziecięca – Veriton SXV 772 (1975)
- 3 Baśnie wg Andersena – Veriton SXV 805 (1978)
- Interludia romantyczne – Veriton SXV 806 (1979)
- Vox – ProViva ISPV 102 (1980)
- Dialoghi – Veriton SXV 817 (1981)
- Vox – Polskie Nagrania • Muza SX 1806 (1982)
- Kolęda I (Aby miłość stała się) / Kolęda II (Bóg przyszedł na świat) – Veriton SXV 896 (1984)
- Mater mea – Veriton SXV 897-898 (1985)
- Images II – Polskie Nagrania • Muza SX 2459 B (1986)
- Speranza / Fragmenti / Spectra / Images II – ProViva ISPV 137 (1987)
- Psalmus – Veriton SXV 882 (1987)
- Speranza – Veriton SXV 870 (1987)
- Fragmenti – Polskie Nagrania • Muza SXL 0827 (1987)

### CD
- Fragmenti – Olympia Compact Discs Ltd. OCD 316 (1989)
- Interludia romanatyczne / Dialoghi – Olympia Compact Discs Ltd. OCD 394 (1993)
- Pax in terra II – Polonia Records CD 020 (1994)
- Spectra – Polonia Records CD 027 (1994)
- Images II – Polonia Records CD 028 (1994)
- Regina caeli – DUX 0251 (1996)
- Kolęda I (Aby miłość stała się) – DUX 0275 (1996)
- Kolęda I (Aby miłość stała się) / Kolęda II (Bóg przyszedł na świat) – Gamma GCD 017 (1997)
- 3 Baśnie wg Andersena – MTJ 022 (1997)
- Kolęda I (Aby miłość stała się) / Kolęda II (Bóg przyszedł na świat) – GM Records GMM 253-2 (1998)
- Adoramus – DUX 0108 (1998) (nominacja do nagrody Fryderyk – 1998)
- Psalmus – Acte Préalable AP 0005 (1998)
- Norwidiana 75 – Acte Préalable AP 0008 (1998)
- Fragmenti – Keimyung University CD (1999)
- Toccata/Fragmenti – Acte Préalable AP 0016 (1999)
- Pax in terra II / Limits / Adoramus / Regina caeli / Variant / Hosanna I / Dram / De profundis – Acte Préalable AP 0038 (1999)
- Toccata – MT 2006/6 (2000)
- Dram / Hosanna I / De profundis – PBR CD-R 001 (2000)
- De profundis / Selection for 5 – Acte Préalable AP 0011/12 (2001)
- Hosanna I – Acte Préalable AP 0098 (2001)
- Ave • Alleluia • Amen – Acte Préalable AP 0100 (2001) (nominacja do nagrody Fryderyk – 2001)
- Variant – Global Sound Media CD 001 (2002)
- Variant – DUX 0393 (2002) (nominacja do nagrody Fryderyk – 2002)
- Images III – Acte Préalable AP 0107 (2004) (2 nominacje do nagrody Fryderyk – 2004)
- Ave • Alleluia • Amen – Acte Préalable AP 0100 (2004) (2 nominacje do nagrody Fryderyk – 2004)
- Vox / Dram – Acte Préalable AP 0109 (2004) (nominacja do nagrody Fryderyk – 2004)
- Pax in terra II – Acte Préalable AP 0133 (2005) (2 nominacje do nagrody Fryderyk – 2005)
- Psalmus – DUX 0522-23 (2005) (nominacja do nagrody Fryderyk – 2005)
- Dies irae – Acte Préalable AP 0197 (2005)
- Speranza / Selection for 5 / Norwidiana 75 – The Mystery of the writing CD (2006)
- Prolog / Toccata / Images II / Psalmus / Dialoghi / Vox / Visions I / Fragmenti / Speranza / Spectra – Musica Sacra Edition MSE 010 (2006)
- Dies irae – Musica Sacra Edition MSE 011 (2006) (2 nominacje i nagroda Fryderyk – 2006)
- Libera me – Musica Sacra Edition MSE 018 (2008) (nominacje do nagrody Fryderyk – 2009)
- Hymnus / Pax in terra II / Adoramus / Regina caeli / De profundis / Ave • Alleluia • Amen / Libera me / Hosanna I / Dies irae – Musica Sacra Edition MSE 020 (2008) (2 nominacje do nagrody Fryderyk – 2009)
- Sanctus – MFMS Gaude Mater / Polskie Radio Program II, CD (2009)
- Kolęda II (Bóg przyszedł na świat)  – Musica Sacra Edition MSE 027 (2010) (nagroda Fryderyk – 2011)
- Limits / Selection for 5 / Variant / Visions II / Dynamics II / Norwidiana 75 / Dram – Musica Sacra Edition MSE 030 (2010) (2 nominacje do nagrody Fryderyk – 2011)
- Ave • Alleluia • Amen – Musica Sacra Edition MSE 028 (2011)
- Mazurek – DUX 0795 (2011)
- Marian Borkowski – Choral Works DUX 0995 (2013) (2 nominacje i nagroda Fryderyk – 2014)
- Limits / De profundis / Pax in terra II / Visions II / Dram / Hymnus / Variant / Dies irae – DUX 1149 (2014) (nominacja do nagrody Fryderyk – 2015)
- Images II – DUX 1225 (2015)
- Toccata / Images II / Psalmus / Interludes romantiques / Vox / Visions I / Fragmenti / Spectra – DUX 1279 (2015) (nominacja do nagrody Fryderyk – 2016)
- Dynamics II – Chopin University Press UMFC CD 051 W (2016)
- Dona eis requiem II – Requiem Records 162/CHORD 01 (2018) (nominacja do nagrody Fryderyk – 2019)
- Interludes romantiques pour piano – Requiem Records / Opus Series 46 (2020)
- Prolog – Chopin University Press UMFC CD 152 (2021)

## Publikacje
- Zagadnienia formy muzycznej w utworach dodekafonicznych Weberna, „Res Facta” nr 6, PWM, Kraków 1972
- Jugosłowiańska Trybuna Kompozytorska – Opatija 1972, „Ruch Muzyczny” 1973 nr 4
- Le rôle de la technique sérielle dans le développement de la musique contemporaine polonaise, Seul 1988
- O myśleniu muzycznym (dwa utwory Stanisława Moryto), „Heksis” 1995 nr 2(3), s. 26–28. ISSN 1234–2114
- Nowy program Teorii Muzyki (ogólne założenia i plan studiów), „Heksis” 1996 nr 3, s. 63–70. ISSN 1234–2114
- Serial Structuring in Webern’s Dodecaphonic Compositions, w: Księga International Seminar for the Contemporary Music, Kwangju (Korea Południowa) 1999
- Elementy mojego języka muzycznego, w: I Sympozjum Kompozytorskie Akademii Muzycznej im. Fryderyka Chopina (pod red. Alicji Gronau-Osińskiej), Zeszyty Naukowe nr 42, Wydawnictwo AMFC, Warszawa 1999, s, 82–89. ISSN 0239-4812.
- My musical language, w: Księga International Seminar for the Contemporary Music, Kwangju (Korea Południowa) 1999
- O sztuce kompozycji. I i II Refleksja, „Quo Vadis” 2002 nr 1, s. 22–23. ISSN 1427–6828.
- Glosa, w: Potencjał kompozycyjny utworów na instrumenty solowe. III Sympozjum Kompozytorskie Akademii Muzycznej im. F. Chopina (pod red. nauk. Mariana Borkowskiego i red. Alicji Gronau-Osińskiej), Wydawnictwo AMFC, Warszawa 2003, s. 99–101. ISBN 83-89444-07-0.
- Akt twórczy kompozytora. Refleksja III, „Quo Vadis” 2003 nr 1–4, s. 59. ISSN 1427–6828.
- Zagadnienia strukturowania seryjnego w twórczości dodekafonicznej Weberna, w: Teksty o muzyce współczesnej (pod red. Mariana Borkowskiego i Alicji Gronau-Osińskiej), Zeszyt Naukowy nr 59, Wydawnictwo AMFC, Warszawa 2004, s. 57–85. ISSN 0239–4812.
- Pięć refleksji o sztuce kompozycji, w: „Musica Sacra Nova” nr 1, Warszawa 2007
- Problem harmoniki w „Miniaturach” Artura Malawskiego, w: Z zagadnień muzyki XX i XXI wieku (pod red. Marcina Tadeusza Łukaszewskiego), „Musica Sacra Nova” nr 3–4, Warszawa 2009/2010, s. 66-100. ISSN 2080–766X.